# إنجيبورغ باخمان
إنجيبورغ باخمان Ingeborg Bachmann (ولدت في كلاجينفورت في النمسا في 25 يونيو 1926- ماتت في روما في 17 أكتوبر 1973) هي واحدة من أهم الأديبات النمساويات في القرن العشرين. كتبت الشعر والرواية والقصة القصيرة.

## حياتها
قضت إنجيبورغ باخمان سنوات طفولتها وشبابها في مدينة كيرنتين النمساوية. ودرست الفلسفة وعلم النفس واللغة الألمانية وآدابها في جامعات إنسبروك وجراتس وفيينا في سنوات ما بعد الحرب من سنة 1945 حتى 1950.
وتعرفت أثناء دراستها على باول تسيلان وإلزه أيشينجر وكلاوس ديموس. وكانت هناك قصة حب بينها وبين باول تسيلان، دونها تسيلان في مذكراته. وكتبت أولى أعمالها، وهي تمثيلية إذاعية حين عملها في الإذاعة، وهو بعنوان شأن مع الدموع.
وفي ندوة عقدتها جماعة 47 الأدبية قرأت إنجيبورغ بعضا من كتاباتها الأدبية، ومنذ ذلك الحين اعتبرت من ألمع الأقلام في تلك الفترة. وقد قالت عنها أولريكه دريسنر أنها، الكاتبة الأكثر شهرة في وسائل الإعلام، في الدول الناطقة بالألمانية.
وقد حصلت إنجيبورغ في عام 1953 على جائزة جماعة 47 الأدبية، عن مجموعتها الشعرية «المهلة» Die gestundete Zeit. وقد خصصت مجلة دير شبيجل Der Spiegelالمشهورة نتيجة لذلك صفحة الغلاف لإنجيبورغ باخمان. ولكنها رغم ذلك كانت تعيش في تلك الفترة أزمة مالية.
وفي عام 1956 نشرت مجموعتها الشعرية «استغاثة الدب الكبير» Anrufung des Großen Bären, وحصلت من خلاله على جائزة مدينة بريمن الأدبية، واعتمدت مؤلفة في التلفزيون البافاري.
ومن عام 1958 حتى 1963 ربطت بينها علاقة، وبين الأديب ماكس فريش. وكتب التمثيلية الإذاعية الرب الطيب لمانهاتن Der gute Gott von Manhattan.
ونشرت في عام 1971 روايتها مالينا Malina, وهي الجزء الأول من الثلاثية الروائية «أنواع الموت» Todesarten. وقد حولت «مالينا» إلى فيلم سينمائي في 1991.
وقد ماتت إنجيبورغ باخمان، بعد صراع طويل مع المرض، وماتت محترقة في شقتها، في يوم 17 أكتوبر 1973, ودفنت في مقبرة كلاجينفورت أنابيشل.

## أدبها
نجد في أعمال إنجيبورغ باخمان تقاربا كبيرا مع أعمال راينر ماريا ريلكه. وكانت تجرب أشكالا جديدة في كتابة الشعر والرواية.وكانت تستخدم في شعرها القافية الصارمة، إلى جانب الإيقاع الفني الحر. ونجد عندها حبا للموسيقى، وللتجريب اللغوي.
وتدور حول قصصها حول البحث عن «الحقيقة والعدل والحرية», وتحاول أن تصور التناقض بين القول والفعل، كما في مجموعتها القصصية التي بعنوان«العام الثلاثون».

## جوائز حصلت عليها
حصلت إنجيبورغ باخمان على العديد من الجوائز الأدبية منها: جائزة جيورج بوشنر في عام 1964, عن مجموعتها القصصية«العام الثلاثون».
وقد أسست تكريما لها جائزة إنجيبورغ باخمان في مدينة كلاجينفورت، والتي تمنح سنويا منذ عام 1977, وتعتبر من أهم الجوائز الأدبية في الدول الناطقة بالألمانية.

## أعمالها
1. المهلة (قصائد 1953)
2. استغاثة الدب الكبير (قصائد 1956)
3. الإله الطيب لمانهاتن (تمثيلية إذاعية 1958)
4. العام الثلاثون (مجموعة قصصية 1961)
5. مالينا (رواية 1971)
6. تزامن (قصص 1972)

## روابط خارجية
- إنجيبورغ باخمان على موقع IMDb (الإنجليزية)
- إنجيبورغ باخمان على موقع الموسوعة البريطانية (الإنجليزية)
- إنجيبورغ باخمان على موقع مونزينجر (الألمانية)
- إنجيبورغ باخمان على موقع ميوزك برينز (الإنجليزية)
- إنجيبورغ باخمان على موقع أول موفي (الإنجليزية)
- إنجيبورغ باخمان على موقع ديسكوغز (الإنجليزية)
- إنجيبورغ باخمان على موقع قاعدة بيانات الفيلم (الإنجليزية)